# Zsombor Senkó
Zsombor Senkó (Hungría, 4 de enero de 2003) es un futbolista húngaro que juega como portero en el N. K. Nafta 1903 de la Primera Liga de Eslovenia.

## Trayectoria
En enero de 2019 la Juventus de Turín llegó a un acuerdo para su fichaje con la Illés Akadémia, la cantera del Szombathelyi Haladás; y el acuerdo se hizo oficial en abril. Debutó en la Serie C con la Juventus de Turín "B" -el equipo de reserva de la Juventus- el 17 de enero de 2021, jugando como titular en el empate en casa 1-1 contra el Piacenza Calcio. El 27 de febrero amplió su contacto con la Juventus hasta 2022.
Fue convocado por primera vez con el primer equipo el 6 de enero de 2022 para un partido de la Serie A contra la S. S. C. Napoli. Durante la temporada 2021-22, disputó 29 partidos y ayudó a la sub-19 a alcanzar las semifinales de la Liga Juvenil de la UEFA, el mejor puesto de su historia en la competición, habiendo ganado también una tanda de penaltis contra el Jong AZ en octavos de final.

## Estadísticas

### Clubes
Actualizado al último partido disputado el 17 de septiembre de 2022.
| Club                       | Div.          | Temporada     | Liga  | Liga  | Copas nacionales | Copas nacionales | Copas internacionales | Copas internacionales | Total | Total |
| Club                       | Div.          | Temporada     | Part. | Goles | Part.            | Goles            | Part.                 | Goles                 | Part. | Goles |
| -------------------------- | ------------- | ------------- | ----- | ----- | ---------------- | ---------------- | --------------------- | --------------------- | ----- | ----- |
| Juventus Next Gen · Italia | 3.ª           | 2020-21       | 1     | 1     | 0                | 0                | —                     | —                     | 1     | 1     |
| Juventus Next Gen · Italia | 3.ª           | 2022-23       | 4     | 6     | 0                | 0                | —                     | —                     | 4     | 6     |
| Juventus Next Gen · Italia | Total club    | Total club    | 5     | 7     | 0                | 0                | 0                     | 0                     | 5     | 7     |
| Total carrera              | Total carrera | Total carrera | 5     | 7     | 0                | 0                | 0                     | 0                     | 5     | 7     |